# تازه‌کند (کلبجر)
تازه‌کند (به لاتین: Təzəkənd) یک تقسیمات کشوری در جمهوری آذربایجان است که در شهرستان کلبجر واقع شده‌است.